# Greene (Familienname)
Greene ist als eine Variante von Green ein von einem Spitznamen abgeleiteter englischer Familienname.

## Namensträger

### A
- Al Greene (* 1978), gibraltarischer Fußballspieler
- Alan Greene (1911–2001), US-amerikanischer Wasserspringer
- Albert C. Greene (1792–1863), US-amerikanischer Politiker
- Alice Greene (1879–1956), englische Tennisspielerin, Silbermedaillengewinnerin bei den Olympischen Spielen 1908
- Andy Greene (* 1982), US-amerikanischer Eishockeyspieler
- Anne Greene (1628–1659), englisches Dienstmädchen, überlebte Erhängen
- Ashley Greene (* 1987), US-amerikanische Schauspielerin

### B
- Belle da Costa Greene (1883–1950), US-amerikanische Bibliothekarin
- Benjamin Daniel Greene (1793–1862), US-amerikanischer Arzt, Naturalist und Botaniker
- Beverly Lorraine Greene (1915–1957), US-amerikanische Architektin
- Bernard Greene (1965–2023), US-amerikanischer Rapper und Dance-Musiker, siehe B. G., The Prince of Rap
- Brenda Shannon Greene (* 1958), US-amerikanische Sängerin, siehe Shannon (Sängerin)
- Brendan Greene, irischer Game-Designer und DJ
- Brian Greene (* 1963), US-amerikanischer Physiker
- Brian Greene (Basketballspieler) (* 1981), US-amerikanischer Basketballspieler
- Bob Greene (1922–2013), US-amerikanischer Jazzmusiker
- Buddy Greene (* 1953), US-amerikanischer Mundharmonikaspieler, Gitarrist und Singer-Songwriter
- Burton Greene (1937–2021), US-amerikanischer Jazzmusiker

### C
- Caia Aarup Greene (1868–1928), dänische Pianistin und Komponistin
- Catharine Littlefield Greene (1755–1814), Miterfinderin und Geldgeberin der Cotton Gin
- Cejhae Greene (* 1995), antiguanischer Leichtathlet
- Charles Greene (1945–2022), US-amerikanischer Leichtathlet
- Charles Ezra Greene (1842–1903), Bauingenieur und Hochschullehrer
- Chris H. Greene (* 1954), US-amerikanischer Physiker
- Clarence Greene (1913–1995), US-amerikanischer Drehbuchautor und Filmproduzent
- Clarence Horton Greene (1894–1961), US-amerikanischer Old-Time-Musiker
- Claude Friese-Greene (1898–1943), britischer Kameramann
- Clay M. Greene (1850–1933), US-amerikanischer Schriftsteller

### D
- Danford B. Greene (1928–2015), US-amerikanischer Filmeditor
- Daniel Greene (1850–1911), kanadischer Politiker und Premierminister der Kronkolonie Neufundland
- Danny Greene (1933–1977; Pseudonym: The Irishman), irisch-amerikanischer Mobster
- David Greene (Regisseur) (1921–2003), britischer Fernsehregisseur
- David Greene (Architekt) (* 1937), britischer Architekt, Mitbegründer von Archigram
- David Greene (Kameramann) (* 1968), kanadischer Kameramann
- David Greene (Fußballspieler) (* 1973), englischer Fußballspieler
- David Greene (Leichtathlet) (* 1986), britischer Hürdenläufer
- David H. Greene (1913–2008), US-amerikanischer Literaturwissenschaftler
- Demond Greene (* 1979), deutscher Basketballspieler
- Diane Greene (* 1955), US-amerikanische Ingenieurin und Unternehmerin
- Donta’ Greene, US-amerikanischer American-Football-Spieler und Arena-Football-Spieler und Canadian-Football-Spieler
- Donté Greene (* 1988), US-amerikanischer Basketballspieler
- Dorothy Greene († 2006), US-amerikanische Jazzsängerin

### E
- Edward Lee Greene (1843–1915), US-amerikanischer Botaniker und Theologe
- Elisha Green (* 1977), Radrennfahrer aus Trinidad und Tobago
- Enid Greene (* 1958), US-amerikanische Politikerin
- Ellen Greene (* 1951), US-amerikanische Schauspielerin
- Ernest Greene, bürgerlicher Name von Washed Out (* 1982), US-amerikanischer Musiker
- Evarts Boutell Greene (1870–1947), US-amerikanischer Historiker

### F
- Francis Vinton Greene (1850–1921), Offizier der United States Army
- Frank L. Greene (1870–1930), US-amerikanischer Politiker

### G
- Geoffrey L. Greene (Mediziner), US-amerikanischer Onkologe und Hochschullehrer
- Geoffrey L. Greene (Physiker), US-amerikanischer Physiker und Hochschullehrer
- George English Greene (1943–2022), US-amerikanischer Musiker
- George S. Greene (1801–1899), US-amerikanischer Brigadegeneral
- George Washington Greene (1811–1883), US-amerikanischer Schriftsteller
- George Woodward Greene (1831–1895), US-amerikanischer Politiker
- Gerard Greene (* 1973), englischer Snookerspieler
- Grace Bashara Greene (1928–2004), US-amerikanische Outsider-Art-Künstlerin
- Graham Greene (1904–1991), englischer Schriftsteller
- Graham Greene (Schauspieler) (* 1952), kanadischer Schauspieler

### H
- Harlan Greene (* 1953), US-amerikanischer Schriftsteller und Archivar
- Harold J. Greene (1959–2014), US-amerikanischer General
- Harry W. Greene (* 1945), US-amerikanischer Biologe
- Herb Greene (1942–2025), US-amerikanischer Fotograf
- Henry Campbell Greene (1904–1967), US-amerikanischer Pilzkundler
- Hilliard Greene (* 1958), US-amerikanischer Jazz-Bassist und Musikpädagoge
- Howard Greene (Schauspieler) (1923–2013), walisischer Schauspieler
- Hugh Greene (1910–1987), britischer Journalist

### J
- Jack Greene (1930–2013), US-amerikanischer Country-Musiker
- James Greene (Schauspieler, 1926) (1926–2018), US-amerikanischer Schauspieler
- James Greene (Schauspieler, 1931) (1931–2021), britischer Film- und Theater-Schauspieler und Hörspielsprecher
- James Greene (Schwimmer) (1876–1962), US-amerikanischer Schwimmer
- Jimmy Greene (* 1975), US-amerikanischer Jazz-Musiker
- Joe Greene (Komponist) (1915–1986), US-amerikanischer Jazz-Komponist
- Joe Greene (Footballspieler) (* 1946), US-amerikanischer American-Football-Spieler
- Joe Greene (Leichtathlet) (* 1967), US-amerikanischer Weitspringer
- John Greene senior (1594–1658), englischer Politiker
- John Greene junior (1620–1708), englischer Politiker und Offizier
- John Greene (Physiker) (1928–2007), US-amerikanischer Physiker und Mathematiker
- John Beasley Greene (1832–1856), amerikanischer Archäologe und Fotopionier
- John Bulkley Greene (1780–1850), amerikanischer Bankier
- John C. Greene (1917–2008), US-amerikanischer Wissenschaftshistoriker
- John James Greene (1920–1978), kanadischer Rechtsanwalt und Politiker (Liberale Partei Kanadas)
- Joseph Greene (Schriftsteller) (1914–1990), US-amerikanischer Schriftsteller
- Joseph Edward Greene (1920–2010), US-amerikanischer Materialwissenschaftler, siehe J. E. Greene

### K
- Kai Greene (* 1975), US-amerikanischer Bodybuilder
- Kassall Greene (* 1985), US-amerikanischer Fußballspieler
- Keith Greene (1938–2021), britischer Autorennfahrer
- Kellie Greene (1934–2009), US-amerikanische Jazzmusikerin
- Kennice Greene (* 2007), vincentische Schwimmerin
- Kevin Greene (1962–2020), US-amerikanischer American-Football-Spieler

### L
- Laura Greene (* 1952), US-amerikanische Physikerin
- Leonard Greene (* 1980), deutscher American-Football-Spieler
- Liz Greene (* 1946), Astrologin
- Lizzy Greene (* 2003), US-amerikanische Schauspielerin
- Lorne Greene (1915–1987), kanadischer Schauspieler
- Lula Greene Richards (1849–1944), US-amerikanische Dichterin und Herausgeberin

### M
- Marjorie Taylor Greene (* 1974), US-amerikanische Politikerin (Republikanische Partei)
- Mary Shepard Greene (1869–1958), US-amerikanische Malerin, Illustratorin und Juwelendesignerin
- Matt Greene (* 1983), US-amerikanischer Eishockeyspieler
- Matthias Santiago Staehle Greene (* 1975), deutsch-chilenischer Schriftsteller, Filmemacher und Pädagoge
- Maurice Greene (Komponist) (1696–1755), englischer Barockkomponist
- Maurice Greene (Leichtathlet) (* 1974), US-amerikanischer Leichtathlet
- Maxine Greene (1917–2014), US-amerikanische Erziehungswissenschaftlerin
- Michael Greene (1933–2020), US-amerikanischer Schauspieler
- Michele Greene (* 1962), US-amerikanische Schauspielerin
- Milton Greene (1922–1985), US-amerikanischer Fotograf
- Mort Greene (1912–1992), US-amerikanischer Liedtexter, Autor und Filmproduzent
- Mott Greene (* 1945), US-amerikanischer Wissenschaftshistoriker

### N
- Nancy Greene (* 1943), kanadische Skirennläuferin
- Nathanael Greene (1742–1786), amerikanischer General im Amerikanischen Unabhängigkeitskrieg

### P
- Paul Greene (Leichtathlet) (* 1972), australischer Leichtathlet und Musiker
- Paul Greene (Schauspieler) (* 1974), kanadischer Schauspieler
- Paul Chet Greene (* 1964), Politiker aus Antigua und Barbuda
- Peter Greene (* 1965), US-amerikanischer Schauspieler

### R
- Ray Greene (1765–1849), US-amerikanischer Politiker
- Richard Greene (Schauspieler) (1918–1985), britischer Schauspieler
- Richard Greene (Geiger) (* 1942), US-amerikanischer Geiger
- Robert Greene (Schriftsteller, 1558) (1558–1592), englischer Schriftsteller
- Robert Greene (Schriftsteller, 1959) (* 1959), US-amerikanischer Schriftsteller
- Robert Joseph Greene (* 1973), kanadischer Autor
- Roscoe Greene (1796–1840), US-amerikanischer Erzieher, Publizist und Politiker

### S
- Sandra Elaine Greene (* 1954), US-amerikanische Historikerin und Hochschullehrerin
- Sarah Greene (* 1984/1985), irische Schauspielerin
- Sebastian Greene (* 1984), deutsch-US-amerikanischer Basketballspieler
- Serginho Greene (* 1982), niederländischer Fußballspieler
- Shavin Greene, guyanischer Fußballschiedsrichter
- Shecky Greene (eigentlich Fred Sheldon Greenfield, 1926–2023), US-amerikanischer Stand-up-Comedian
- Shonn Greene (* 1985), US-amerikanischer American-Football-Spieler
- Sid Greene (Sidney Greene; 1906–1972), US-amerikanischer Comiczeichner
- Sidney Greene, Baron Greene of Harrow Weald (1910–2004), britischer Gewerkschaftsfunktionär
- Sparky Greene (* 1948), US-amerikanischer Filmproduzent, Filmregisseur, Autor und Produktionsleiter
- Susaye Greene (* 1949), US-amerikanische Sängerin und Songschreiberin

### T
- Ted Greene (1946–2005), US-amerikanischer Fingerstyle-Jazz-Gitarrist, Lehrbuchautor und Pädagoge
- Thomas Greene (Gouverneur) (1610–1652), Gouverneur der Province of Maryland
- Thomas M. Greene (1926–2003), US-amerikanischer Literaturwissenschaftler
- Tyler Greene (1983), US-amerikanischer Baseballspieler

### V
- Viviane Greene (1918–1994), US-amerikanische R&B- und Jazzmusikerin

### W
- W. Howard Greene (William Howard Greene ; 1895–1956), US-amerikanischer Kameramann
- Wallace M. Greene junior (1907–2003), General des US Marine Corps
- Walter Greene (1910–1983), US-amerikanischer Film- und Fernsehkomponist
- Warner C. Greene (* 1949), US-amerikanischer Mediziner
- Wendy Greene Bricmont (* 1949), US-amerikanische Filmeditorin
- Wilfred Greene, 1. Baron Greene (1883–1952), britischer Jurist
- William Greene (Politiker, 1695) (1695–1758), britischer Politiker, Kolonialgouverneur
- William Greene (Politiker, 1731) (1731–1809), US-amerikanischer Politiker, Gouverneur von Rhode Island
- William Greene (Politiker, 1797) (1797–1883), US-amerikanischer Politiker, Vizegouverneur von Rhode Island
- William Batchelder Greene (1819–1878), US-amerikanischer Libertärer
- William Chase Greene (1890–1978), US-amerikanischer klassischer Philologe
- William Conyngham Greene (1854–1934), britischer Diplomat
- William Friese-Greene (1855–1921), britischer Fotograf und Erfinder
- William Laury Greene (1849–1899), US-amerikanischer Politiker
- William S. Greene (1841–1924), US-amerikanischer Politiker